# 埃米莉·戴維森
埃米莉·懷爾丁·戴維森（英語：Emily Wilding Davison，1872年10月11日—1913年6月8日），英國教師，爭取女性投票權的代表人物。
曾九度入獄，獄中絕食而被強制喂食49次，1906年加入妇女社会政治联盟，以抗爭形式爭取女性投票權的代表人物。
1913年6月4日在賽馬場準備宣揚女性投票權理想而被英國國王喬治五世的馬踏重傷，四日後身亡，死後聲名大噪，普遍認定是女性平等政治權利的奠基人之一。入選英國ITN電視台「20世紀20個標誌時刻」、美國國家地理學會（National Geographic）著《改寫歷史的100天》。
初時傳媒認定她在公共場所自殺爭取女性投票權，現代歷史學家共識是她只不過是想引起公眾關注，並沒有打算自殺，最終卻不幸身亡 。

## 引用文獻
1. ↑  Jonathan Brown. . London: The Independent. 2013-05-24  [2013-06-03]. （原始内容存档于2019-12-20）.
2. ↑  英語原稱「20 Defining Moments in the 20th Century」。英選20世紀「劃時代」見證 （页面存档备份，存于），《星島日報》，2003年9月4日。
3. ↑  《改写历史的100天》，亞馬遜書店。
4. ↑  Atkinson, Diane. . New Statesman.   [2013-05-25]. （原始内容存档于2016-03-30）.
5. ↑  Gullickson, Gay L. . Social Research (The New School). Summer 2008, 75 (2): pp. 461–484  [2013-05-25]. （原始内容存档于2018-08-02）.